# Asamblea Nacional (Madagascar)
La Asamblea Nacional (en malgache: Antenimieram-Pirenena; en francés: Assemblée Nationale) es la cámara baja del bicameral Parlamento de Madagascar.

## Sistema electoral
Los 163 miembros de la Asamblea Nacional se eligen mediante un sistema de votación paralelo: 77 escaños se eligen en circunscripciones uninominales por mayoría relativa, mientras que los 86 escaños restantes se eligen en 43 circunscripciones plurinominales (de dos escaños cada una) por representación proporcional de lista cerrada utilizando el método de promedios más altos.